# Château de Savenès
Le château de Savenès est un ancien château fort du XIIIe siècle (?) remanié par la suite, qui se dresse sur la commune de Savenès dans le département de Tarn-et-Garonne, en région Midi-Pyrénées, et qui fut le centre d'une seigneurie.
Au titre des monuments historiques ; les façades et toitures, les douves, le porche et le pont qui le précède (cad. D 157) font l'objet d'une inscription par arrêté du 1er février 1988 ; les deux pièces du premier étage de l'aile Ouest avec leurs plafonds peints du XVIIe siècle, la salle à manger avec son papier peint panoramique du XIXe siècle évoquant l'histoire de Télémaque (cad. D 157) font l'objet d'un classement par arrêté du 24 janvier 1992.

## Situation
Le château de Savenès est situé dans le département français de Tarn-et-Garonne sur la commune de Savenès.

## Histoire
Sa construction initiale date du XIIIe siècle[réf. souhaitée]. Il est toujours entouré de douves qui servaient, grâce à un pont-levis, à protéger la seigneurie durant la guerre de Cent Ans (1337-1453). Le château à ce moment devint le cœur du village qui se reconstruit autour, l'église étant détruite. Le château de Savenès, anciennement appelé château de Lassalle, est en partie détruit pendant la guerre de Cent Ans, puis les guerres de religion et restauré au XVIIe siècle. En 1612, Henri IV cède la seigneurie de Savenès à Marguerite de Navarre.
Le château actuel est construit en 1660 par Vital de Pezan en remplacement d'une maison forte souvent attaquée.
Après Jean de Pezan, procureur de Toulouse, la famille du Barry devient propriétaire du lieu en 1745. Paul Majorel, négociant en vins, profite de ce domaine viticole pour racheter la propriété, aujourd'hui un lieu de réceptions.